# Catacreagra bathroptila
Catacreagra bathroptila är en fjärilsart som beskrevs av Edward Meyrick 1929. Catacreagra bathroptila ingår i släktet Catacreagra och familjen Lecithoceridae. Inga underarter finns listade i Catalogue of Life.